# Medalha Darwin
A Medalha Darwin é uma medalha de prata entregue bianualmente (em anos pares) pela Real Sociedade de Londres, desde 1890, para premiar “trabalho amplamente reconhecido no campo da biologia em geral, em que Charles Darwin trabalhou, especialmente nas áreas da evolução, biologia das populações, biologia dos organismos e biodiversidade”. A medalha é acompanhada por um prémio monetário de mil libras.
O prémio só pode ser atribuído a cidadãos de um país da Commonwealth ou da República da Irlanda, ou ainda para os que, sendo de outra nacionalidade, tenham vivido e trabalhado num daqueles países por um mínimo de três anos antes de ser proposto para o prémio.

## Laureados[3]
- 1890 - Alfred Russel Wallace
- 1892 - Joseph Dalton Hooker
- 1894 - Thomas Henry Huxley
- 1896 - Giovanni Battista Grassi
- 1898 - Karl Pearson
- 1900 - Ernst Haeckel
- 1902 - Francis Galton
- 1904 - William Bateson
- 1906 - Hugo de Vries
- 1908 - August Weismann
- 1910 - Roland Trimen
- 1912 - Francis Darwin
- 1914 - Edward Bagnall Poulton
- 1916 - Yves Delage
- 1918 - Henry Fairfield Osborn
- 1920 - Rowland Henry Biffen
- 1922 - Reginald Punnett
- 1924 - Thomas Hunt Morgan
- 1926 - Dukinfield Henry Scott
- 1928 - Leonard Cockayne
- 1930 - Johannes Schmidt
- 1932 - Carl Erich Correns
- 1934 - Albert Charles Seward
- 1936 - Edgar Johnson Allen
- 1938 - Frederick Orpen Bower
- 1940 - James Peter Hill
- 1942 - David Meredith Seares Watson
- 1944 - John Stanley Gardiner
- 1946 - D'Arcy Wentworth Thompson
- 1948 - Ronald Fisher
- 1950 - Felix Eugen Fritsch
- 1952 - John Burdon Sanderson Haldane
- 1954 - E.B. Ford
- 1956 - Julian Sorell Huxley
- 1958 - Gavin de Beer
- 1960 - Edred John Henry Corner
- 1962 - George Gaylord Simpson
- 1964 - Kenneth Mather
- 1966 - Harold Munro Fox
- 1968 - Maurice Yonge
- 1970 - Charles Sutherland Elton
- 1972 - David Lack
- 1974 - Philip MacDonald Sheppard
- 1976 - Charlotte Auerbach
- 1978 - Guido Pontecorvo
- 1980 - Sewall Wright
- 1982 - John Heslop-Harrison e Yolande Heslop-Harrison
- 1984 - Ernst Mayr
- 1986 - John Maynard Smith
- 1988 - William Donald Hamilton
- 1990 - John L. Harper
- 1992 - Motoo Kimura
- 1994 - Peter Lawrence
- 1996 - John Sulston
- 1998 - Michael Gale e Graham Moore
- 2000 - Brian Charlesworth
- 2002 - Peter Raymond Grant e Barbara Rosemary Grant
- 2004 - Enrico Coen e Rosemary Carpenter
- 2006 - Nick Barton
- 2008 - Geoffrey Parker
- 2010 - Bryan Clarke
- 2012 - Tim Clutton-Brock
- 2014 - John Sutherland
- 2016 - Caroline Dean
- 2018 - Bill Hill
- 2019 - Peter Holland
- 2020 - Robert Martienssen
- 2021 - Dolph Schluter